# Belaid Abdessalam
Belaid Abdessalam (en árabe: بلعيد عبد السلام‎) (Dehamcha, 20 de julio de 1928-Argel, 27 de junio de 2020) fue un político argelino, que ocupó el cargo de primer ministro de Argelia de 1992 a 1993.

## Biografía
Abdessalam fue un líder nacionalista del FLN durante la guerra de Independencia de Argelia ante los franceses. Fue ministro de industria y energía bajo el régimen militar de Houari Boumedienne, y su nombre fue relacionado con la antigua política estatal argelina de construir una base de industria pesada a través de economía planificada. Abdessalam ocupó la cartera de primer ministro de 8 de julio de 1992 a 21 de agosto de 1993. También llevó el cargo de Ministro de Finanzas. Durante su mandato, la guerra civil argelina con los rebeldes islamistas se intensificó.
El 27 de junio de 2020, murió en el Hospital militar Ain Naadja de Argel, a los 91 años.